# 東京理科大学大学院薬学研究科・薬学部
東京理科大学大学院薬学研究科（とうきょうりかだいがくだいがくいんやくがくけんきゅうか、英称：Graduate School of Pharmaceutical Sciences）は、東京理科大学に設置される大学院研究科の一つである。

また、東京理科大学薬学部（とうきょうりかだいがくやくがくぶ、英称：Faculty of Pharmaceutical Sciences）は、同大学に設置される学部の一つである。

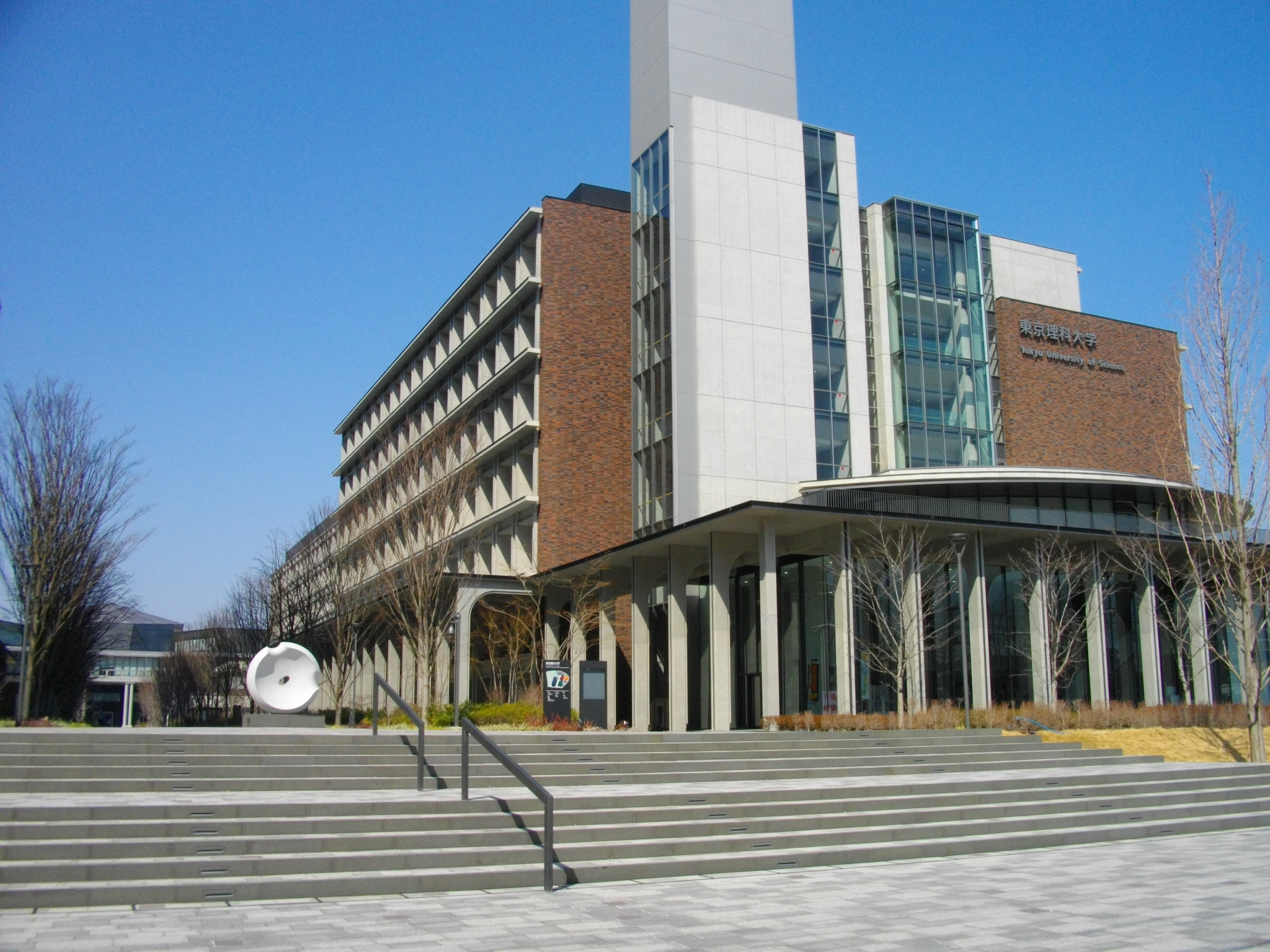
東京理科大学葛飾キャンパス 講義棟

## 概要
東京理科大学は1881年（明治14年）に東京物理学講習所（後の東京物理学校）を主な前身に設立され、1949年には理学部第一部と理学部第二部が設立された。その後1960年に3番目の学部として設立されたのが薬学部である。現在、6年制の薬学科と4年制の生命創薬科学科の2学科があり、野田キャンパスに所在する。なお、2025年に葛飾キャンパスに移転する予定である。

## 沿革

### 年表
（主要部の出典は大学公式ホームページ。）
- 1949年（昭和24年）4月 - 東京理科大学が設置される。
- 1960年（昭和35年）4月 - 神楽坂校舎に薬学部（薬学科）設置。
- 1965年（昭和40年）4月 - 薬学部製薬学科設置、薬学科を薬剤・衛生薬学科に改称。
- 1967年（昭和42年）4月 - 薬学部薬剤・衛生薬学科を薬学科に改称。
- 2003年（平成15年）4月 - 薬学部が神楽坂校舎から野田校舎に移転。
- 2006年（平成18年）4月 - 薬学教育6年制移行により、薬学部薬学科（6年制）・生命創薬学科新設。
- 2010年（平成22年）4月 - 薬学研究科薬科学専攻修士課程設置。
- 2011年（平成23年）3月 - 薬学部薬学科（4年制）、製薬学科廃止。
- 2012年（平成24年）4月 - 薬学研究科薬科学専攻博士課程設置。
- 2019年（平成31年）4月 - 薬学専攻博士課程と薬科学専攻博士後期課程に社会人専修コース設置。
- 2025年（令和7年）4月 - 薬学部を野田キャンパスから葛飾キャンパスへ移転（予定）。

## 教育と研究

### 組織

#### 薬学部
- 薬学科（Department of Pharmacy、YP科）
- 生命創薬科学科（Department of Medicinal and Life Sciences、YM科）

#### 薬学研究科
- 薬学専攻（博士課程）
- 薬科学専攻（修士・博士課程）

## 著名な出身者

### 財界
- 吉田雅司（グレートアンドグランド代表取締役社長、元マツモトキヨシホールディングス代表取締役社長、1970薬）
- 青木宏憲（株式会社クスリのアオキホールディングス代表取締役社長、1995薬）
- 中冨一郎（ナノキャリア株式会社代表取締役社長、1974薬）
- 大川順子（日本航空株式会社元取締役副会長・現特別理事、日本航空初の女性代表取締役、1978薬）

### 学術
- 小島周二（放射線生物学、東京理科大学薬学部教授、1973薬）
- 小出大介（境界医学、東京大学大学院医学系研究科特任教授、1991薬）
- 尾崎美和子（神経科学、早稲田大学生命医療工学研究所教授、日本女性科学者の会副会長、1987薬）
- 枝川義邦（神経科学、早稲田大学理工学術院教授、1993薬）
- 宮浦千里（生命工学、東京農工大学副学長、1978薬88薬博）
- 出川雅邦（薬学、静岡県立大学薬学部教授、1972薬74薬修）
- 宮嵜靖則（薬学、静岡県立大学薬学部准教授、1987薬）
- 石川智久（薬学、静岡県立大学薬学部副学部長・大学院薬学研究院教授、1984薬）
- 西薗大実（栄養学、群馬大学教育学部教授、1982薬89薬博）
- 生越由美（知的財産、東京理科大学大学院経営学研究科教授、1982薬）

### 文化
- 早見慶子（作家、1982薬）
- 土田翼（NHKアナウンサー、薬薬修）